# Calumma boettgeri
Espèce
Synonymes
- Chamaeleo boettgeri Boulenger, 1888
- Chamaeleon macrorhinus Barbour, 1903

Statut de conservation UICN

 LC  : Préoccupation mineure
Statut CITES
Calumma boettgeri est une espèce de sauriens de la famille des Chamaeleonidae.

## Répartition
Cette espèce est endémique du Nord de Madagascar.

## Étymologie
Cette espèce est nommée en l'honneur d'Oskar Boettger.

## Publication originale
- Boulenger, 1888 : Descriptions of two new Chamaeleons from Nossi-Bé, Madagascar. Annals and Magazine of Natural History, sér. 6, vol. 1, p. 22-23 (texte intégral).

## Galerie

Calumma boettgeri dans le parc national de la Montagne d'Ambre
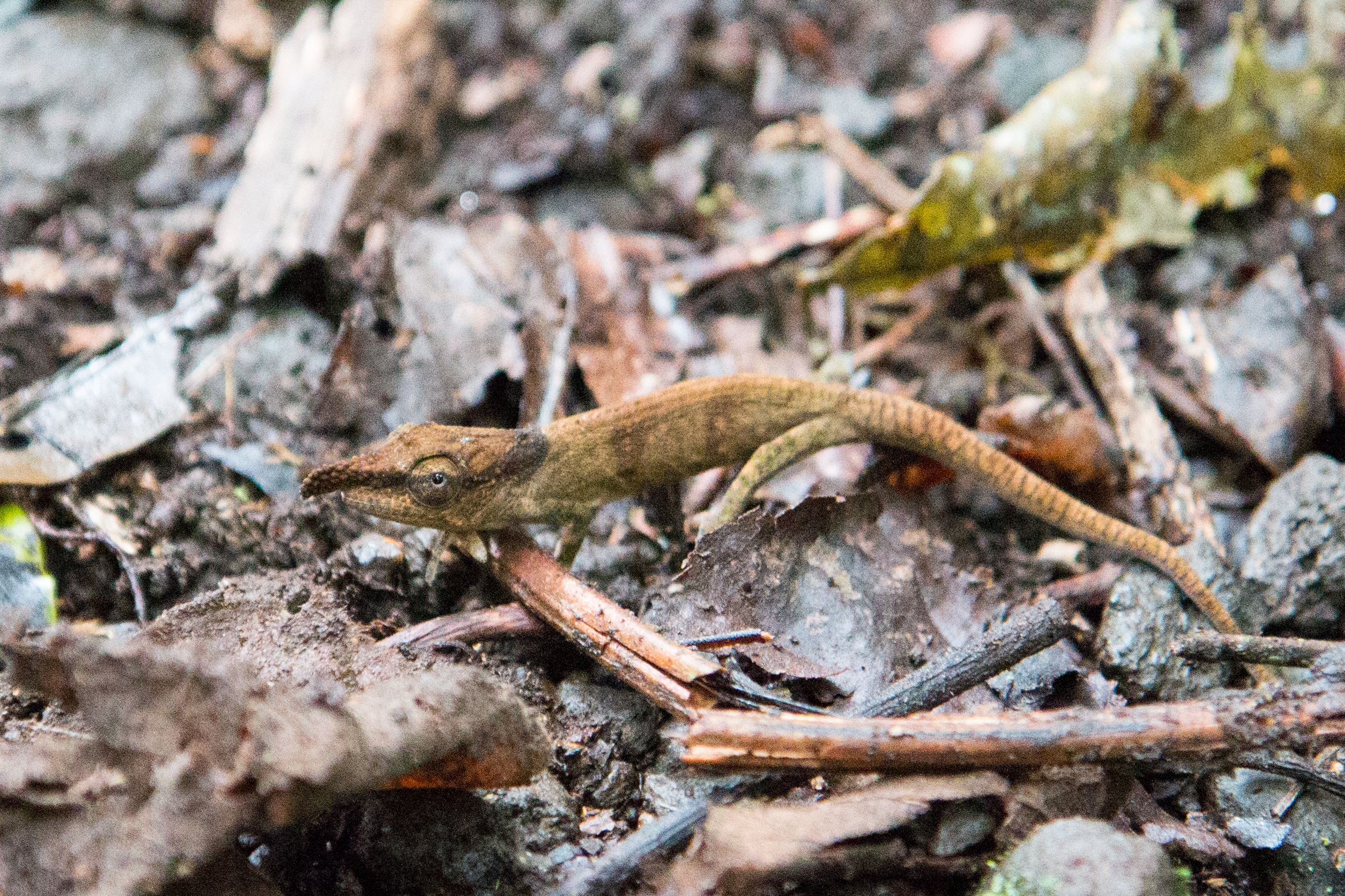
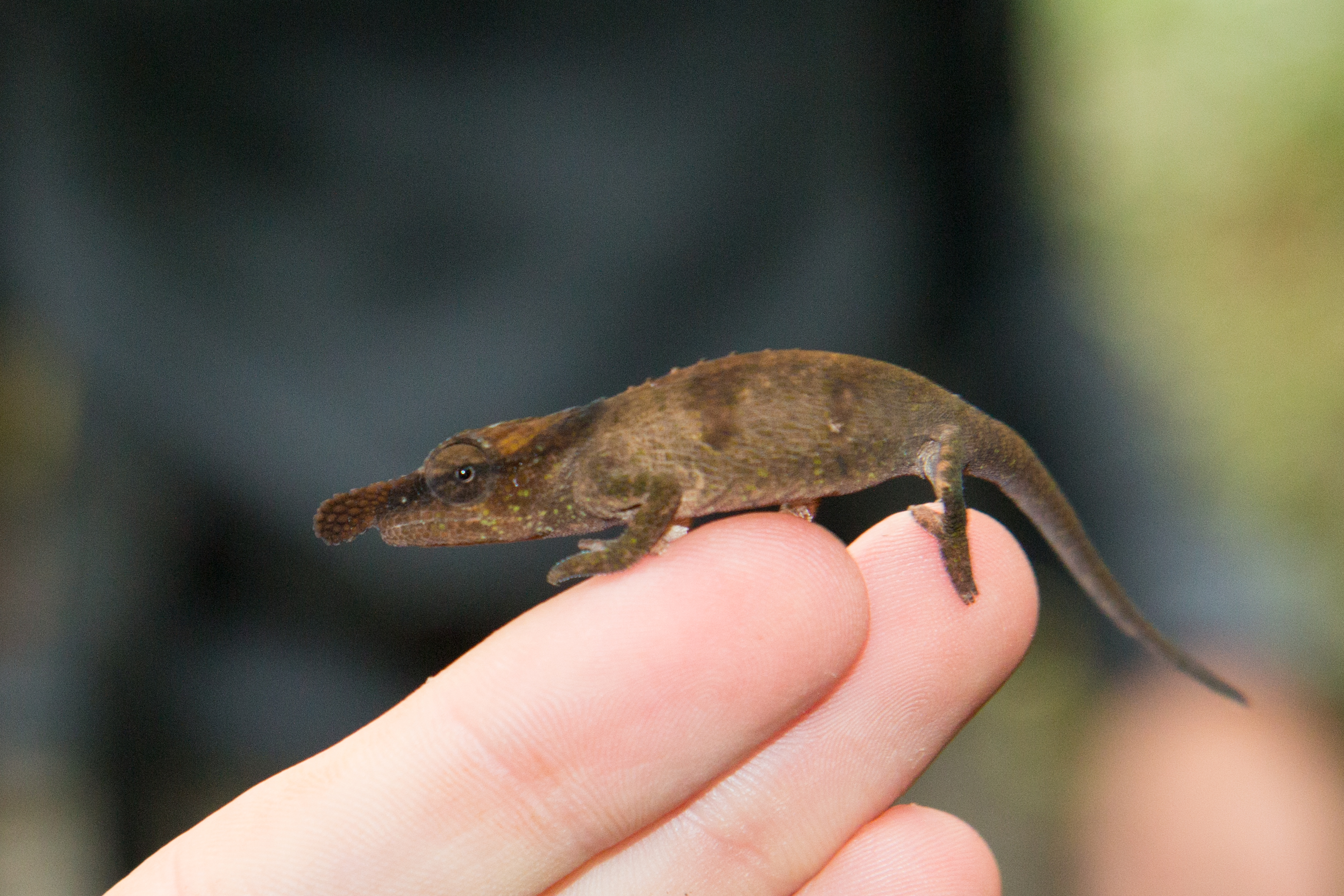
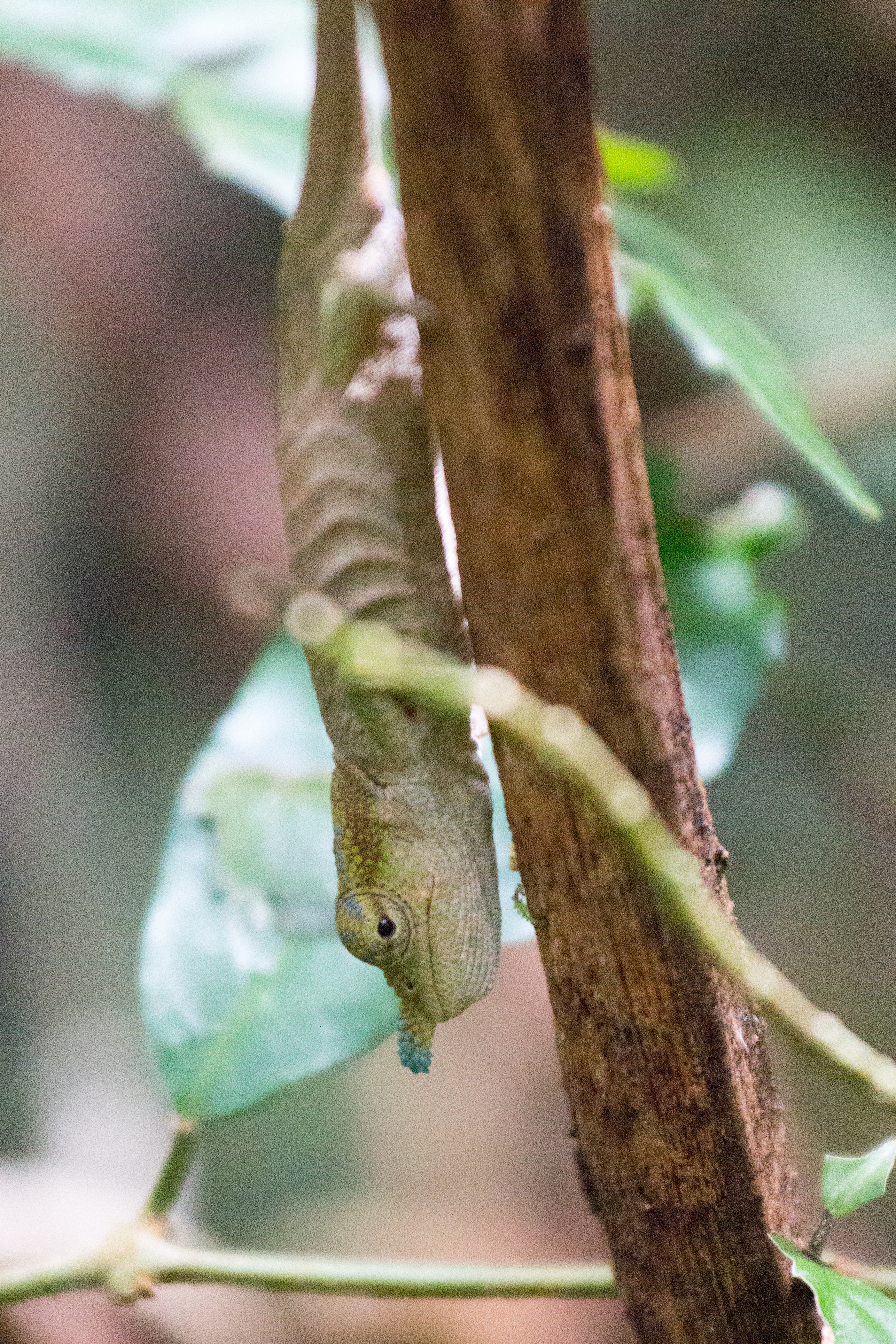